# FGM-148 Javelin
El Javelin Medium Antiarmor Weapon System (nom en anglès per al Sistema d'armes antiblindat mitjà Javelina), conegut habitualment com a FGM-148 Javelin, és el primer míssil guiat antitanc portàtil de dispara i oblida desenvolupat als Estats Units i adoptat per les Forces Armades dels Estats Units. L'arma pot ser operada per un soldat i pot atacar objectius blindats fins a una distància màxima de 2000 m. El seu disseny de dispara i oblida utilitza una guia automàtica per infrarojos que permet a l'usuari buscar refugi immediatament després del llançament, en contrast amb els sistemes guiats per cable.
El sistema es va introduir a l'Exèrcit dels Estats Units i al Cos de Marines dels Estats Units el 1996 com a substitut del FGM-77 Dragon i ara s'exporta a una dotzena d'estats.
L'ogiva antitanc d'alt explosiu (HEAT) del Javelin pot derrotar els tancs moderns amb un atac superior, colpejant-los des de dalt, on el seu blindatge és més fi, i també és útil contra les fortificacions en un vol d'atac directe.

## Desenvolupament

### Projectes previs
Ja el gener de 1978 es va llançar un programa amb l'abreviatura IMAAWS (Infantry Manportable Anti Armor Assault Weapon System), que hauria de comportar a la substitució del míssil antitanc Dragon. No obstant això, les expectatives posades en aquest desenvolupament no es van complir i el projecte es va suspendre. A principis de la dècada de 1980 es va dur a terme el programa Assault Breaker, que també incloïa un míssil guiat antitanc, però també es va suspendre.

### Projecte principal
El 12 de desembre de 1983, l'Oficina de Projectes Viper, amb seu a Redstone Arsenal, va rebre la nova tasca i va rebre el nom d'Advanced Manportable Weapon System (AMWS) Project Office (Provisional) ("Oficina de projectes del sistema d'armes portàtils avançades (provisional)"). L'oficina era llavors responsable del FGR-17 Viper, l'AT-4 i el M72E4.No va ser fins al 13 d'abril de 1984 que el cap adjunt de personal d'investigació, desenvolupament i adquisició va aprovar l'estratègia per a l'Advanced Antitank Weapon System-Medium-Program (AAWS-M) ("programa avançat del sistema d'armes antitancs".Abans de ser nomenat AAWS-M, el projecte es va anomenar provisionalment Rattler (argot estatunidencs per a serp de cascavell).
El 3 de setembre de 1985, el Subsecretari de l'Exèrcit i el Vice Cap d'Estat Major de l'Exèrcit (VCSA) van signar el memoràndum que portaria l'AAWS-M i AAWS-Heavy (AAWS-H) a una fase de demostració i validació. Aquest també va assumir la responsabilitat del programa AAWS-H, que més tard va continuar com a MGM-166 LOSAT, acrònim anglès per a Line-of-Sight Anti-Tank ("Línia de visió antitanc"), però després es va suspendre.
El 2 de maig de 1986 es van aprovar les licitacions de l'estudi del projecte i el 15 de maig de 1986 el Defense Systems Acquisition Review Council (DSARC) I ("Consell de Revisió d'Adquisició de Sistemes de Defensa (DSARC) I") va permetre que s'iniciés la fase de demostració i validació. Com a resultat, es van signar contractes de demostració tecnològica el 28 d'agost de 1986 amb Texas Instruments, Hughes Aircraft i Ford Aerospace and Communications Corporation.
L'AMWS va ser rebatejada com a AAWS Project Office pel MICOM (Comandament de míssils, ara Comandament d'aviació i míssils de l'exèrcit dels Estats Units (AMCOM)) l'1 d'octubre de 1987. Els contractes competitius per al desenvolupament d'una ogiva alternativa per a l'AAWS-M a DynaEast de Filadèlfia i Aerojet de Tustin es van adjudicar el 30 de juliol de 1987. El febrer de 1988, el programa d'ogives alternatives AAWS-M va començar paral·lelament a la fase de demostració tecnològica de l'estudi del projecte AAWS-M.
El 6 de setembre de 1988, es van emetre ofertes per al desenvolupament complet (AAWS-M full-scale development (FSD)) i una producció de pre-sèrie. El desembre de 1988 es va completar l'estudi del projecte AAWS-M i el març de 1989 es va completar el programa d'ogives alternatives. L'objectiu era reduir els riscos tècnics amb el desenvolupament dels subsistemes d'ogives. El contracte AAWS-M FSD es va adjudicar el 21 de juny de 1989 a l'aliança d'empreses formada per Texas Instruments i Martin Marietta.
L'agost de 1989, es va arribar a un acord entre MICOM i la Defense Advanced Research Projects Agency (DARPA) per a la transferència de tecnologia òptica infraroja (Infrared Focal Plane Array, IRFPA) als desenvolupadors de míssils dirigits pel MICOM. Aquests transductors es van configurar segons les especificacions del cercador AAWS-M i es van provar pel contractista principal i l'Advanced Sensors Directorate del MICOM.
El 25 d'octubre de 1989, l'ordre d'una ogiva alternativa dins de les especificacions AAWS-M es va adjudicar a Conventional Munitions Systems, una filial de Messerschmitt-Bölkow-Blohm. L'atenció es va centrar en la reducció de pes i l'eficàcia contra el blindatge. Les proves de l'ogiva van començar el gener de 1990. Al final, el projecte Javelin es va establir en una combinació d'ambdós dissenys. El disseny de sistemes de municions convencionals es va utilitzar per a la primera càrrega en forma de tàndem, mentre que el disseny de Physics International es va utilitzar per a la càrrega principal.
El setembre de 1990, el Centre de Recerca Hughes Santa Barbara va proporcionar al programa AAWS-M FSD un sensor d'imatge infraroja que complia les especificacions.
De novembre de 1990 a març de 1991 es van dur a terme amb èxit les proves bàsiques (Baseline Test, BST).

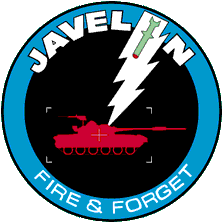
Logo del Javelin

L'any 1991 el projecte va ser finalment rebatejat com a JAVELIN. El 27 de setembre de 1991 es va aprovar el programa Engineering Manufacturing Development (EMD).
De l'1 de desembre de 1992 al 30 d'abril de 1993 es van elaborar els primers plans d'entrenament a Fort Benning. El 24 de març de 1993, un artiller de la fàbrica va disparar un míssil de telemetria. Es va realitzar una prova de portabilitat a l'Aberdeen Proving Ground del 14 d'abril de 1993 al 14 de maig de 1993. Això incloïa curses d'obstacles, marxes, càrrega en vehicles i efectes sobre la roba.
El febrer de 1994 es va completar la fase EMD i el 23 de juny de 1994 es va adjudicar la producció de pre-sèrie-I i el 9 de març de 1995 la producció de pre-sèrie-II a l'aliança d'empreses de Texas Instruments i Martin Marietta.
Am 29. September 1995 wurde in dem Lockheed-Martin-Werk in Troy eine Einführungszeremonie für die Javelin abgehalten. Dabei wurden die ersten beiden Raketen offiziell an das Militär übergeben. Live Fire Test & Evaluation (LFT&E) wurden von November 1995 bis Oktober 1996 durchgeführt. Dabei wurde unter anderem eine Vielzahl von Flugkörpern dazu eingesetzt, die Durchschlagfähigkeit sowie die hinter der Panzerung erzielte Wirkung zu ermitteln.
Von April bis Juni 1996 wurde das Testprogramm Vorserienproduktion-II durchgeführt, das aus kleineren taktischen Feldübungen und dem Start von sechs mit Gefechtsköpfen versehenen Lenkflugkörpern bestand. Drei Fehlstarts am Anfang des Programms erforderten jedoch eine Überarbeitung, bevor die Tests fortgesetzt werden konnten. Weiterhin sollte herausgefunden werden, ob das Schulungssystem in der Lage ist, das echte System nachzubilden.
Am 27. Juni 1996 war die erste Einheit, das dritte Bataillon des 75th Ranger Regiments in Fort Benning vollständig mit Javelin ausgerüstet. Am 29. Februar 1996 wurde der Vorserienproduktion-III-Vertrag mit dem Joint Venture geschlossen. Die Entscheidung für die Serienproduktion wurde am 13. Mai 1997 getroffen.